# Football League Third Division North
Football League Third Division North, oftast bara kallad Third Division North, var en regional professionell fotbollsdivision i norra England, som grundades inför säsongen 1921/22 och existerade till och med säsongen 1957/58. Den representerade tillsammans med Third Division South den tredje högsta nivån i det engelska ligasystemet, under Second Division. Third Division North och South utgjorde den lägsta nivån i The Football League.
Third Division introducerades säsongen 1920/21, men bestod bara av klubbar från södra England. Efter bara en säsong skapades därför Third Division North, medan den gamla Third Division i princip blev Third Division South. Klubbarna som började spela i Third Division North kom från olika ligor i norra England såsom Midland League, Lancashire Combination och Birmingham Combination.
Efter 1957/58 års säsong gjordes Third Division North och South om till två nationella divisioner, Third Division och Fourth Division.
Enbart en klubb, vinnaren av Third Division North, tillsammans med vinnaren av Third Division South, blev uppflyttad till Second Division efter varje säsong. De två sista klubbarna fick ansöka om förnyat spel i The Football League till nästa säsong via en omröstning bland klubbarna i ligan.
Divisionen hade under en period en egen intern cup, Third Division North Cup.

## Ursprungliga klubbar
De ursprungliga 20 klubbarna som deltog då divisionen grundades inför säsongen 1921/22 var:
- Accrington Stanley
- Ashington
- Barrow
- Chesterfield
- Crewe Alexandra
- Darlington
- Durham City
- Grimsby Town
- Halifax Town
- Hartlepools United
- Lincoln City
- Nelson
- Rochdale
- Southport
- Stalybridge Celtic
- Stockport County
- Tranmere Rovers
- Walsall
- Wigan Borough
- Wrexham

Divisionen utökades under åren till dess slutliga 24 klubbar enligt följande:
| Antal klubbar | Från | Till |
| ------------- | ---- | ---- |
| 20            | 1921 | 1923 |
| 22            | 1923 | 1950 |
| 24            | 1950 | 1958 |

## Mästare
Nedan följer en lista med mästare per säsong:
| Säsong  | Mästare (antal titlar)                               |
| ------- | ---------------------------------------------------- |
| 1921/22 | Stockport County                                     |
| 1922/23 | Nelson                                               |
| 1923/24 | Wolverhampton Wanderers                              |
| 1924/25 | Darlington                                           |
| 1925/26 | Grimsby Town                                         |
| 1926/27 | Stoke                                                |
| 1927/28 | Bradford Park Avenue                                 |
| 1928/29 | Bradford City                                        |
| 1929/30 | Port Vale                                            |
| 1930/31 | Chesterfield                                         |
| 1931/32 | Lincoln City                                         |
| 1932/33 | Hull City                                            |
| 1933/34 | Barnsley                                             |
| 1934/35 | Doncaster Rovers                                     |
| 1935/36 | Chesterfield (2)                                     |
| 1936/37 | Stockport County (2)                                 |
| 1937/38 | Tranmere Rovers                                      |
| 1938/39 | Barnsley (2)                                         |
| 1939–46 | Uppehåll i ligaspelet på grund av andra världskriget |
| 1946/47 | Doncaster Rovers (2)                                 |
| 1947/48 | Lincoln City (2)                                     |
| 1948/49 | Hull City (2)                                        |
| 1949/50 | Doncaster Rovers (3)                                 |
| 1950/51 | Rotherham United                                     |
| 1951/52 | Lincoln City (3)                                     |
| 1952/53 | Oldham Athletic                                      |
| 1953/54 | Port Vale (2)                                        |
| 1954/55 | Barnsley (3)                                         |
| 1955/56 | Grimsby Town (2)                                     |
| 1956/57 | Derby County                                         |
| 1957/58 | Scunthorpe & Lindsey United                          |